# 倫雅美術奨励賞
倫雅美術奨励賞（りんがびじゅつしょうれいしょう）は、美術評論家の河北倫明が設立した公益信託倫雅美術奨励基金が主催し、優れた新鋭の美術評論家、美術史研究家を顕彰する賞。選考対象は、おおむね2年間に国内で発表された優れた美術評論、美術史研究、展覧会の企画（カタログ等含む）とし、対象年齢はその年の12月1日現在でおおむねね50歳未満の者。受賞者には奨励金として100万円が贈られる。
現在の審査員は、市川政憲、田中淳、五十殿利治、菊屋吉生、有川幾夫の5名。

## 受賞者
- 第34回（2022年）
  - 【美術史研究部門】邱函妮『描かれた『故郷』」　―日本統治期における台湾美術の研究』
  - 【美術評論部門】坂本篤史「没後200年　亜欧堂田善　―江戸の洋風画家・創造の軌跡」展の企画および図録中の論文
- 第33回（2021年）
  - 【美術史研究部門】林田龍太「エビハラがいた時代　1945>>>1976」展の企画および図録内の論文
  - 【美術評論部門】町村悠香「彫刻刀が刻む戦後日本　－2つの民衆版画運動」展の企画および図録内の論文
- 第32回（2020年）
  - 【美術史研究部門】弘中智子、清水智世「さまよえる絵筆－東京・京都　戦時下の前衛画家たち」展の企画およびカタログ中の論文（みすず書房）
  - 【美術評論部門】濱田真由美、橋本梓、西川美穂子、由本 みどり「Viva Video! 久保田成子」展の企画およびカタログ中の論文（河出書房新社）
- 第31回（2019年）
  - 【美術史研究部門】伊藤佳之『超現実主義の1937年　福沢一郎『シュールレアリズム』を読みなおす』
  - 【美術評論部門】片多祐子「駒井哲郎―煌めく紙上の宇宙」展の企画及びカタログ中の論文
- 第30回（2018年）
  - 【美術史研究部門】松川綾子「没後40年 幻の画家 不染鉄」展の企画及びカタログ中の論文に対して
  - 【美術評論部門】喜夛孝臣「戦後美術の現在形　池田龍雄展―楕円幻想」の企画及びカタログ中の論文に対して
- 第29回（2017年）
  - 【美術史研究部門】塩谷純、増野恵子、恵美千鶴子「天皇の美術史6　近代皇室イメージの創出　明治・大正時代」（吉川弘文館）に対して
  - 【美術評論部門】都筑正敏「蜘蛛の糸」展の企画及びカタログ中の論文に対して
- 第28回（2016年）
  - 【美術史研究部門】増渕鏡子、植田彩芳子「小川千甕展―縦横無尽に生きる」展の企画およびカタログ中の論文に対して　※共同受賞    
  - 【美術評論部門】荒井経『日本画と材料 近代に創られた伝統』（武蔵野美術大学出版局）に対して
- 第27回（2015年）
  - 【美術史研究部門】水沼啓和、岩尾徳信、松岡剛「赤瀬川原平の芸術原論展―1960年代から現在まで」の企画およびカタログ中の論文に対して　※共同受賞
  - 【美術評論部門】江尻潔 「スサノオの到来―いのち、いかり、いのり」展の企画およびカタログ中の論文に対して
- 第26回（2014年）
  - 【美術史研究部門】田中修二『近代日本彫刻集成』第三巻の監修（国書刊行会）に対して
  - 【美術評論部門】 荒木夏実「ゴー・ビトゥイーンズ展 こどもを通して見る世界」の企画およびカタログ中の論文に対して
- 第25回（2013年）
  - 【美術史研究部門】 桑原規子『恩地孝四郎研究 版画のモダニズム』（せりか書房） に対して
  - 【美術史研究部門】寺口淳治、井上芳子「生誕120年 田中恭吉展」の企画およびカタログ中の論文に対して　※共同受賞
  - 【美術評論部門】該当なし
- 第24回（2012年）
  - 【美術史研究部門】蔵屋美香「ぬぐ絵画 日本のヌード 1980-1945 」展の企画およびカタログ中の論文に対して
  - 【美術評論部門】成相肇「石子順造的世界 美術発・マンガ経由・キッチュ行 」展の企画およびカタログ中の論文に対して
- 第23回（2011年）
  - 【美術史研究部門】平瀬礼太『銅像受難の近代』（吉川弘文館）に対して
  - 【美術評論部門】山口洋三、野中明「菊畑茂久馬回顧展」展の企画およびカタログ中の論文に対して　※共同受賞
- 第22回（2010年）
  - 天野一夫、前村文博「近代の東アジアイメージ―日本近代美術はどうアジアを描いてきたか」展に対して　※共同受賞
- 第21回（2009年）
  - 角田拓朗「五姓田のすべて」展の企画およびカタログ中の論文に対して
  - 速水豊『シュルレアリスム絵画と日本』（NHKブックス）に対して
- 第20回（2008年）
  - 西山純子「日本の版画1941―1950」展の企画およびカタログ中の論文に対して
  - 貝塚健「岡鹿之助展」展の企画およびカタログ中の論文に対して
- 第19回（2007年）
  - 瀬尾典昭「幻想のコレクション 芝川照吉展」展の企画およびカタログ中の論文に対して
  - 古田亮「揺らぐ近代 日本画と洋画のはざまに」展の企画およびカタログ中の論文に対して
- 第18回（2006年）
  - 植野健造『日本近代洋画の成立 白馬会』（中央公論美術出版）に対して
  - 金子信久「亜欧堂田善の時代」展の企画およびカタログ中の論文に対して
- 第17回（2005年）
  - 【美術史研究部門】光田由里「安井仲治―写真のすべて」展の企画およびカタログ中の論文に対して
  - 【美術評論部門】杉山悦子「滝口修造―夢の漂流物」展の企画およびカタログ中の論文に対して
- 第16回（2004年）
  - 【美術史研究部門】久保智康「金色のかざり」展の企画およびカタログ中の論文に対して
  - 【美術評論部門】大谷省吾「地平線の夢―昭和10年代の幻想絵画」展の企画およびカタログ中の論文に対して
- 第15回（2003年）
  - 【美術史研究部門】木村理恵子「ダンス！20世紀初頭の美術と舞踏」展の企画に対して
  - 【美術評論部門】小沢節子『「原爆の図」描かれた＜記憶＞、語られた＜絵＞』（岩波書店）に対して
- 第14回（2002年）
  - 【美術史研究部門】天野知香『装飾／芸術―19～20世紀フランスにおける「芸術」』（ブリュッケ） に対して
  - 【美術史研究部門】滝沢恭司「極東ロシアのモダニズム1918－1928 ロシア・アヴァンギャルドと出会った日本」展の企画およびカタログ中の論文に対して
  - 【美術評論部門】該当なし
- 第13回（2001年）
  - 【美術史研究部門】神原正明『ヒエロニムス・ボスの「快楽の園」を読む』（河出書房新社）に対して
  - 【美術評論部門】佐々木奈美子「ナビ派と日本」展の企画およびカタログ中の論文に対して
- 第12回（2000年）
  - 【美術史研究部門】三浦篤、三谷理華、山本香瑞子「ラファエル・コラン」展の企画およびカタログ中の論文に対して　※共同受賞
  - 【美術評論部門】山野英嗣「日本の前衛」展の企画およびカタログ中の論文に対して
- 第11回（1999年）
  - 佐藤道信『明治国家と近代美術』（吉川弘文館）に対して
  - 沼田英子「世界を編む」展の企画およびカタログ中の論文に対して
- 第10回（1998年）
  - 土田真紀「柳宗悦」展の企画およびカタログ中の論文「柳宗悦『眼』と『物』の位置」に対して
  - 水沢勉「モボ・モガ」展の企画およびカタログ中の論文「労働歌の止んだ町」に対して
- 第9回（1997年）
  - 稲賀繁美『絵画の黄昏―エドゥアール・マネ没後の闘争』（名古屋大学出版会） に対して
  - 猿渡紀代子「アジアへの眼 外国人の浮世絵師たち」展の企画およびカタログ中の論文に対して
- 第8回（1996年）
  - 内山淳一『江戸の好奇心－美術と科学の出会い』（講談社）に対して
  - 高階絵里加「パリ時代の山本芳翠」（『近代画説』4号）に対して
- 第7回（1995年）
  - 勅使河原純『美術館からの逃走』（現代企画室）に対して
  - 樋田豊次郎「素材の領分」展の企画およびカタログ中の論文に対して
- 第6回（1994年）
  - 佐藤康宏『湯女図―視線のドラマ』（平凡社）に対して
  - 三浦弘子「熊倉順吉とその仲間たち―近代思潮とクラフトデザイン」展の企画およびカタログ中の論文に対して
- 第5回（1993年）
  - 【美術史研究部門】前川公秀『水仙の影－浅井忠と京都画壇』（京都新聞社）に対して
  - 【美術評論部門】妹尾克己「国吉康雄の『祭は終わった』について」（『美術史六つの断面』、美術出版社） に対して
- 第4回（1992年）
  - 岡泰正『めがね絵新考－浮世絵師たちがのぞいた西洋』（筑摩書房） に対して
  - 大熊敏之、浜本聡「日本のリアリズム1992S－50S」展の企画構成に対して　※共同受賞
- 第3回（1991年）
  - 島田康寛『京都の日本画－近代の揺籃』（京都新聞社）に対して
  - 木下直之「日本美術の19世紀」展の企画・構成およびカタログ中の論文に対して
- 第2回（1990年）
  - 山梨俊夫『絵画の身振り』（昭森社） に対して
  - 田中淳「写実の系譜3 明治中期の洋画」展の企画・構成およびカタログ中の論文に対して
- 第1回（1989年）
  - 鶴岡真弓『ケルト／装飾的思考』（筑摩書房）に対して
  - 菊屋吉生「日本画 昭和の熱き鼓動」展の企画およびカタログ中の論文に対して